# Barbora Remišová
Barbora Remišová (* 29. ledna 1990 Považská Bystrica) je česká herečka slovenského původu.
Po absolvování gymnázia vystudovala v roce 2013 obor muzikálové herectví na JAMU. V souboru Městského divadla Brno je od roku 2013.

## Role v Městském divadle Brno
- 2. herečka (Přítelkyně Edith z dětství, Konferenciérka ve Štrasburku a další) – Vračbák a anděl
- Sugar Kane – Sugar! (Někdo to rád horké)
- Sophie Sheridanová – Mamma Mia!
- Rachel - prostitutka, Manekýnka 4., Číšnice/Tanečnice 3., Bohatý Lady 2., Návštěvnice opery 3. – Pretty Woman
- Evička, jejich dcera – Bylo nás pět